# Eugène Koessler
Pour les articles homonymes, voir Koessler.
Eugène Koessler, né le 2 mars 1876 à Strasbourg, dans l'Empire allemand à cette date, et mort le 2 juillet 1935 dans le 8e arrondissement de Paris, est un professeur agrégé d'université spécialisé en langue allemande, traducteur et interprète.

## Biographie
Eugène Koessler naît à Strasbourg le 2 mars 1876, fils de Eugène Joseph Koessler, Städliche Wegemeister (contremaître de voirie), et de Thérèse Weckel. Il épouse Corine Gabrielle Schneider le 18 août 1904 dans le 2e arrondissement de Paris,.
Il fait des études au lycée de Charleville dans le département des Ardennes. En 1897, lors de son service militaire, il est étudiant à Vienne en Autriche. Il est professeur d'allemand sur son acte de mariage en 1904. Il est agrégé de l'université en 1906, professeur au lycée de Caen et chargé de cours à la faculté de Caen de 1906 à 1911 et professeur d'allemand au lycée Janson-de-Sailly, à Paris dès 1911.
Pour les concours d'admission à l'École polytechnique, il est nommé examinateur d'admission pour les langues vivantes, ainsi qu'examinateur suppléant, pour la période de 1930 à 1936,,.
Pendant la Première Guerre mondiale, il est officier interprète et fait prisonnier devant Château-Thierry, il est détenu en Allemagne du 3 septembre 1914 au 29 septembre 1918.
Il est interprète du gouvernement français à la conférence de Londres (1924).
Il est élu membre de la Société académique du Touquet-Paris-Plage, le 22 août 1927. À cette date, il habite no 37, rue Davioud, dans le 16e arrondissement de Paris et villa L'Alsacienne, voisine du Village Suisse, avenue Saint-Jean, au Touquet-Paris-Plage.
Le 25 décembre 1932, il est promu au grade d'interprète commandant de réserve.
Il meurt le 2 juillet 1935 en son domicile du no 17 Villa Scheffer dans le 8e arrondissement de Paris. Il est inhumé, avec son épouse, au cimetière du Touquet-Paris-Plage.

## Distinctions
- Croix de guerre 1914–1918
- Officier d'académie (1920)
- Officier de l'Instruction publique (1927)
- Chevalier de la Légion d'honneur
- Chevalier de l'ordre de Léopold

Eugène Koessler est décoré de la croix de guerre 1914-1918, nommé chevalier de la Légion d'honneur,, nommé officier d'Académie,, officier de l’instruction publique et chevalier de l'ordre de Léopold.

## Publications
Eugène Koessler publie des articles et études dans de nombreuses revues et publications.
Il traduit l'ouvrage :
- Emil Ludwig, Hindenburg ou la Révolution manquée, Paris, imprimerie-librairie Plon, 1935, 411 p.[14]

## Pour approfondir